# Chapelle des âmes du purgatoire
La Chapelle des Âmes du Purgatoire est un petit édifice religieux néo-gothique de culte catholique, situé dans la vieille ville de Pontevedra (Espagne), rue Ánimas, tout près de la place Curros Enríquez.

## Histoire
La chapelle est située sur une petite partie du site où se trouvait l'ancien hôpital de Pontevedra, qui fonctionnait depuis le XVe siècle, sous le nom de Corps de Dieu, Corpus Christi et plus tard Saint Jean de Dieu, l'ordre qui le gérait,.
Cet hôpital avait son cimetière, son église et son autel des âmes du Purgatoire qui lui étaient rattachés. L'ensemble a été démoli en 1896 lors de la construction du nouvel hôpital de la ville, l'hôpital provincial de Pontevedra. Face à la perte de cette référence spirituelle de plusieurs siècles, les voisins ont décidé de demander la construction d'une petite chapelle dans laquelle ils pourraient continuer la tradition de leurs ancêtres. C'est ainsi que, sous la pression des voisins, cette petite chapelle de style néo-gothique a été construite en 1898.

## Description
La chapelle est dédiée aux âmes du purgatoire pour lesquelles des aumônes sont offertes pour leur salut, afin qu'elles puissent atteindre le bonheur au paradis.
La façade de la chapelle, de style néogothique et de petites dimensions, est située entre des murs mitoyens. Elle possède une porte avec un arc brisé, accompagnée de deux fenêtres avec des arcs brisés de chaque côté,.
Au-dessus de la porte d'entrée se trouve une petite ouverture en forme de trèfle à quatre feuilles encadré d'un cercle, représentant une croix lobée. Au sommet, la chapelle est couronnée par une croix dans un cercle.
À l'intérieur, on trouve un retable en bois polychrome à deux niveaux avec un total de six personnages, représentés au milieu des flammes, les centraux étant un évêque et un roi,.

## Galerie

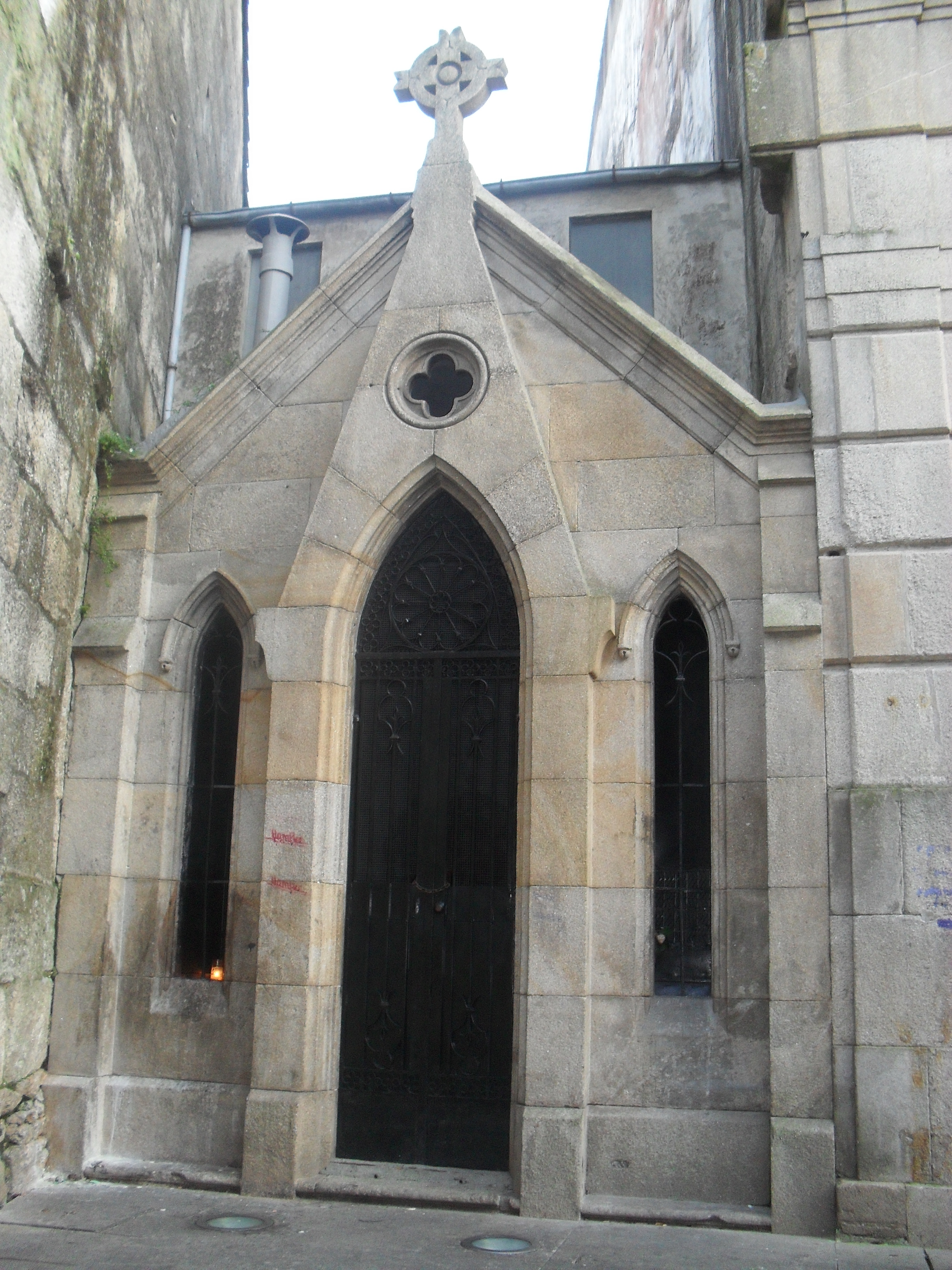
Façade de la chapelle
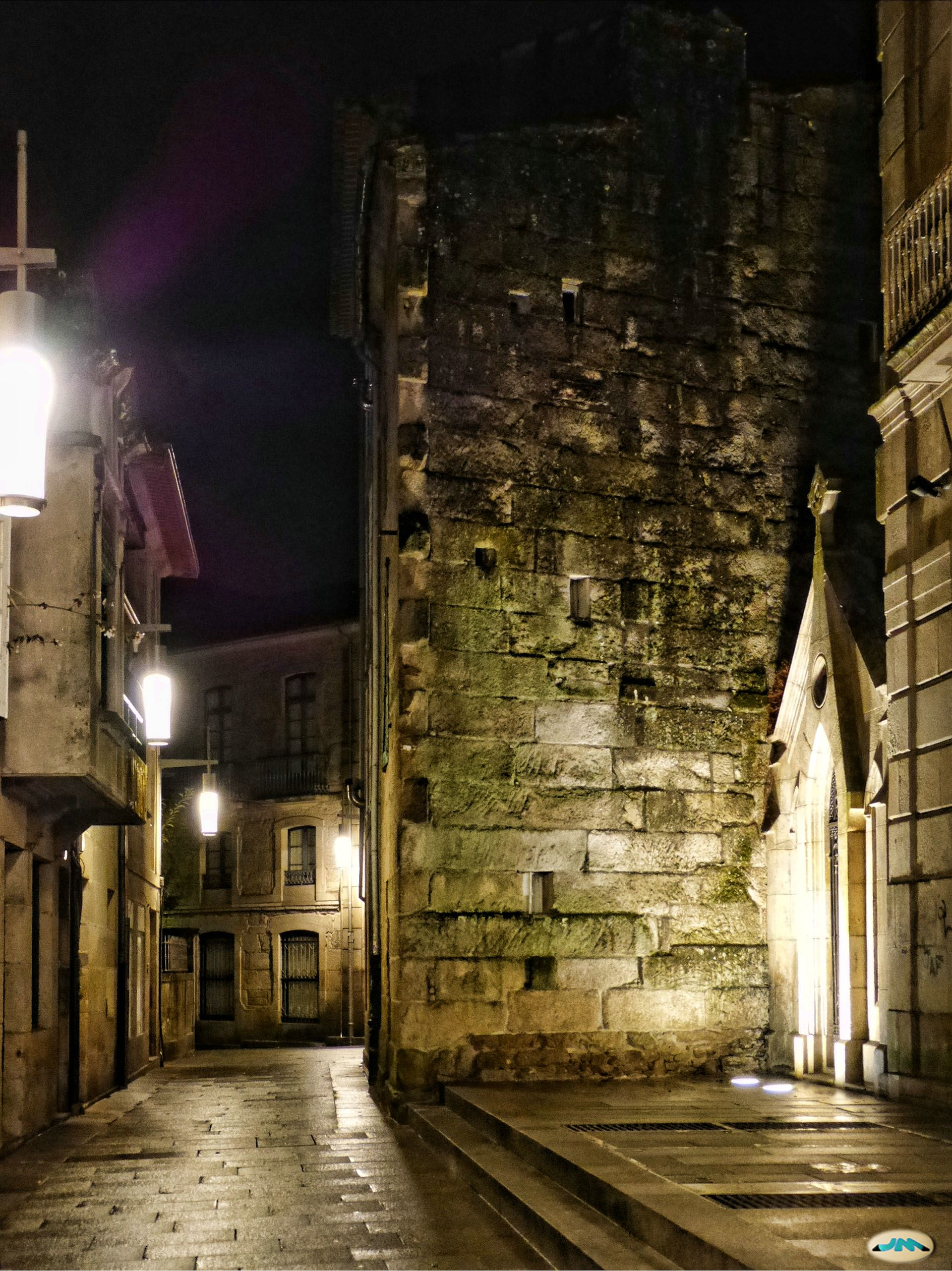
La chapelle, rue des Ánimas